# 蒂娜·梅謝芙
蒂娜·梅謝芙（Dina Meshref，1994年3月10日—），埃及女子乒乓球運動員。她代表埃及參加2010年夏季青年奧林匹克運動會，以及2012年和2016年夏季奧林匹克運動會。